# Marais salant
Pour les articles homonymes, voir Saline.
 (octobre 2013).
Si vous disposez d'ouvrages ou d'articles de référence ou si vous connaissez des sites web de qualité traitant du thème abordé ici, merci de compléter l'article en donnant les références utiles à sa vérifiabilité et en les liant à la section « Notes et références ».

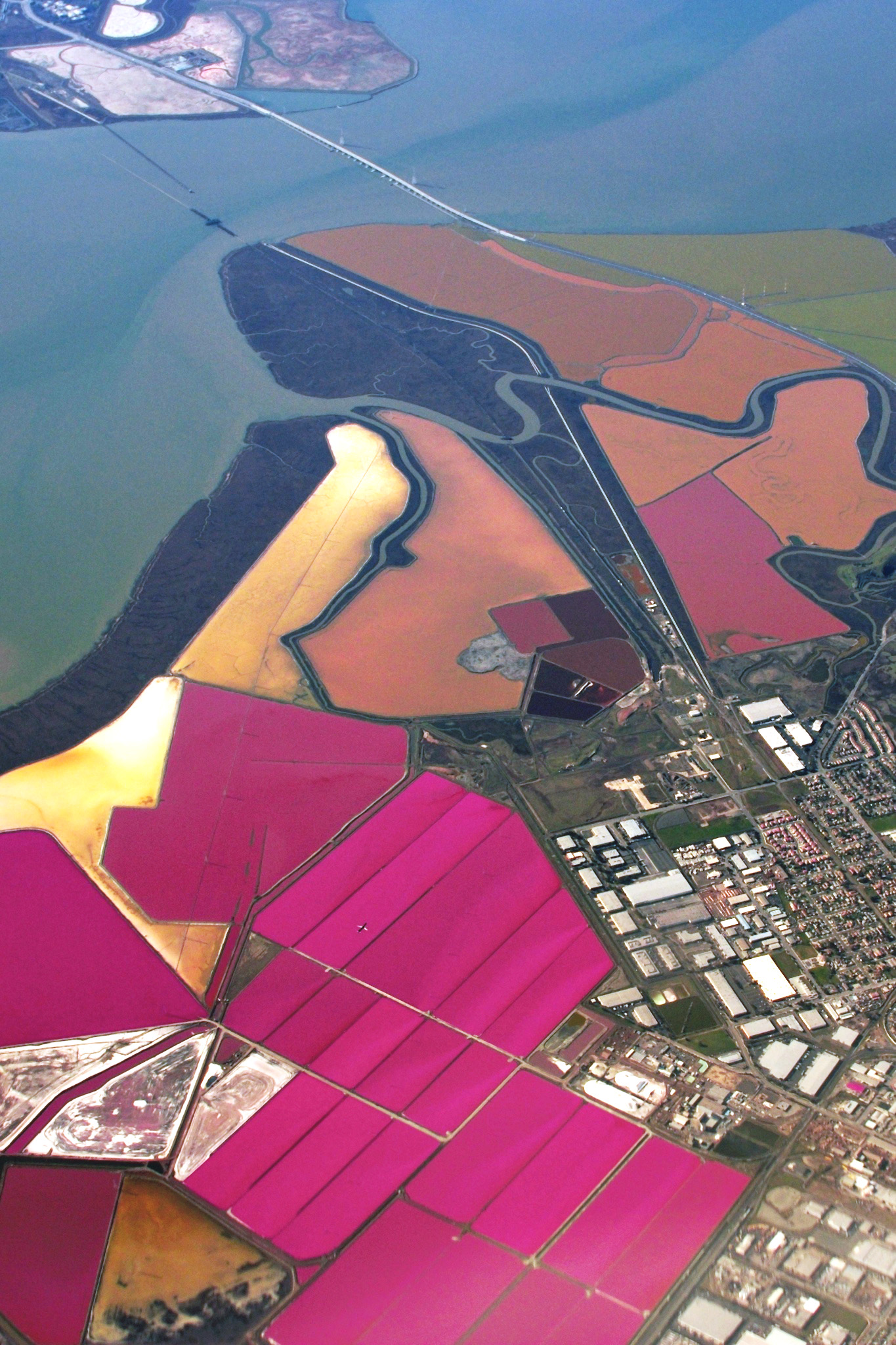
Marais salants de la baie de San Francisco.

Les marais salants ou salins correspondent à des installations d'origine anthropique dont le but est de favoriser l'extraction et la collecte de sel marin à partir de l'entrée d'une ressource, l'eau de mer. Il s'agit le plus souvent d'un dispositif de barrages, de vannes, de canaux et de différents bassins de rétention menant finalement à des bassins de faible profondeurs appelés carreaux, dans lesquels est récolté le sel, obtenu par l'évaporation de l'eau de mer, sous l'action combinée du soleil et du vent.
Ils constituent une exploitation de type agricole, dont l'activité se nomme saliculture, ou sous sa forme ancienne, la saunerie. Les personnes qui récoltent le sel des marais salants sont appelées des saliculteurs, sauniers ou paludiers, voire marin-salants. Sous l'Ancien Régime, les paludiers étaient ceux qui récoltaient le sel, le terme de sauniers désignant ceux qui le transportent pour le vendre.
Sauner (latin populaire salinare, du latin classique salinae, saline) est l'action de produire du sel à partir de la saumure.

## Principes
Hormis quelques exceptions dans des lacs salés, les salines sont littorales et fonctionnent avec de l'eau de mer. Celle-ci est conduite par gravité lors des marées moyennes et fortes (coefficient supérieur à 80) à travers un grand réseau de canaux d'amenée (les étiers) jusqu'à des réservoirs ou bassins intermédiaires, appelés vasières et adernes. De là, elle est ensuite conduite dans les bassins de récolte, les cristallisoirs ou œillets. En saison chaude, tout au long de ce parcours, la salinité augmente régulièrement avant même l'entrée de l'eau dans les cristallisoirs.
Dans les vasières, profondes de plusieurs dizaines de centimètres, les matières en suspension se déposent par décantation, formant une couche de plusieurs centimètres par an, nettoyée durant l'hiver. En plus d'être un bassin de décantation, la vasière peut parfois servir de réserve d’eau pendant l’entretien et la récolte (période de février à octobre). On y retrouve parfois des rats ou des souris.
Le cobier, moins profond (quelques centimètres), assure une décantation secondaire et permet d'entamer le processus d'évaporation proprement dit. L'eau de mer contient en moyenne 35 g de sel par litre.
Les fares sont des pièces d’eau rectangulaires qui permettent une augmentation importante du degré de salinité de l’eau.
Enfin, les adernes ont deux fonctions : poursuivre l’évaporation tout en stockant l’eau nécessaire au remplissage des œillets (elles permettent de réapprovisionner, en eau fortement chargée en sel, les œillets après une journée d’évaporation).
À partir de là, des canaux plus fins, les sauniers, alimentent en eau fortement chargée en sel des aires de cristallisation ou cristallisoirs, fréquemment appelés œillets ou aire saunante. Dans ces petits bassins rectangulaires généralement, la faible couche d'eau (inférieure au centimètre, de l'ordre de 5 mm en général) est favorable à son réchauffement et donc à son évaporation jusqu'à précipitation du sel. Les bords de l’œillet sont généralement plus creux (en pente douce sur les cinquante premiers centimètres du bord) pour récupérer un maximum de fleur de sel car autrement il n’y a pas une épaisseur d’eau suffisante pour la récolte.
Dans les cristallisoirs, le sel est récolté sous forme de relativement gros cristaux précipitant au fond de la mince couche d'eau saturée. Le saunier peut aussi cueillir de la fleur de sel constituée de cristaux plus petits restant à fleur d'eau si les conditions sont favorables (présence de vent).
La production elle-même n'a lieu que de mi-juin à mi-septembre dans l'hémisphère nord ; le reste de l'année est consacré à l'entretien de la saline ou à sa préservation des intempéries par submersion par la mer.
En Méditerranée, le soleil accélère l'évaporation ; ainsi la saison de production est plus longue et surtout la sécheresse de l'été donne la possibilité d'effectuer une récolte de sel sec, naturellement blanc, alors qu'en Bretagne, la récolte se fait de juin à septembre, donnant un sel gris et humide.
En effet, sur la façade Atlantique, et notamment sur la presqu’île de Guérande et les îles de Ré et Noirmoutier, la récolte du sel s’effectue à de juin à septembre, lorsque les conditions météorologiques sont réunies. Depuis des millénaires, la cueillette du sel est réalisée à la main, de façon artisanale par les paludiers, à l’aide d’outils comme la lousse pour la Fleur de sel et le las pour le gros sel.
La Fleur de sel est quant à elle récoltée à la surface de l’eau. Ses cristaux forment une pellicule fine et fragile qui flotte à la surface des œillets, et que les paludiers peuvent alors cueillir délicatement pour préserver toutes ses qualités.

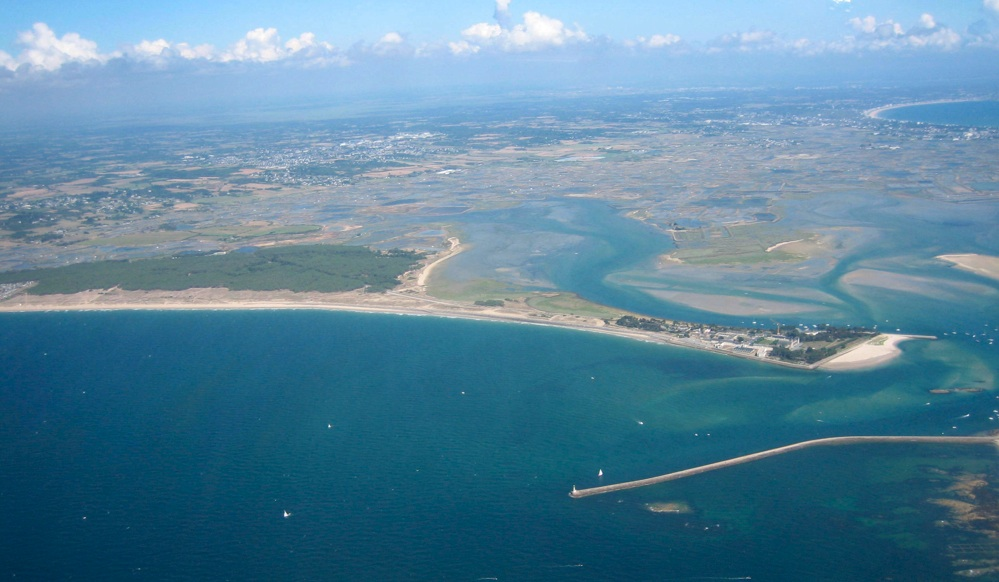
Vue aérienne des marais salants de Guérande.
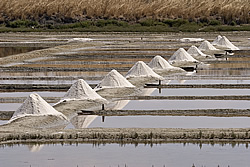
Marais salants sur l'île de Ré.
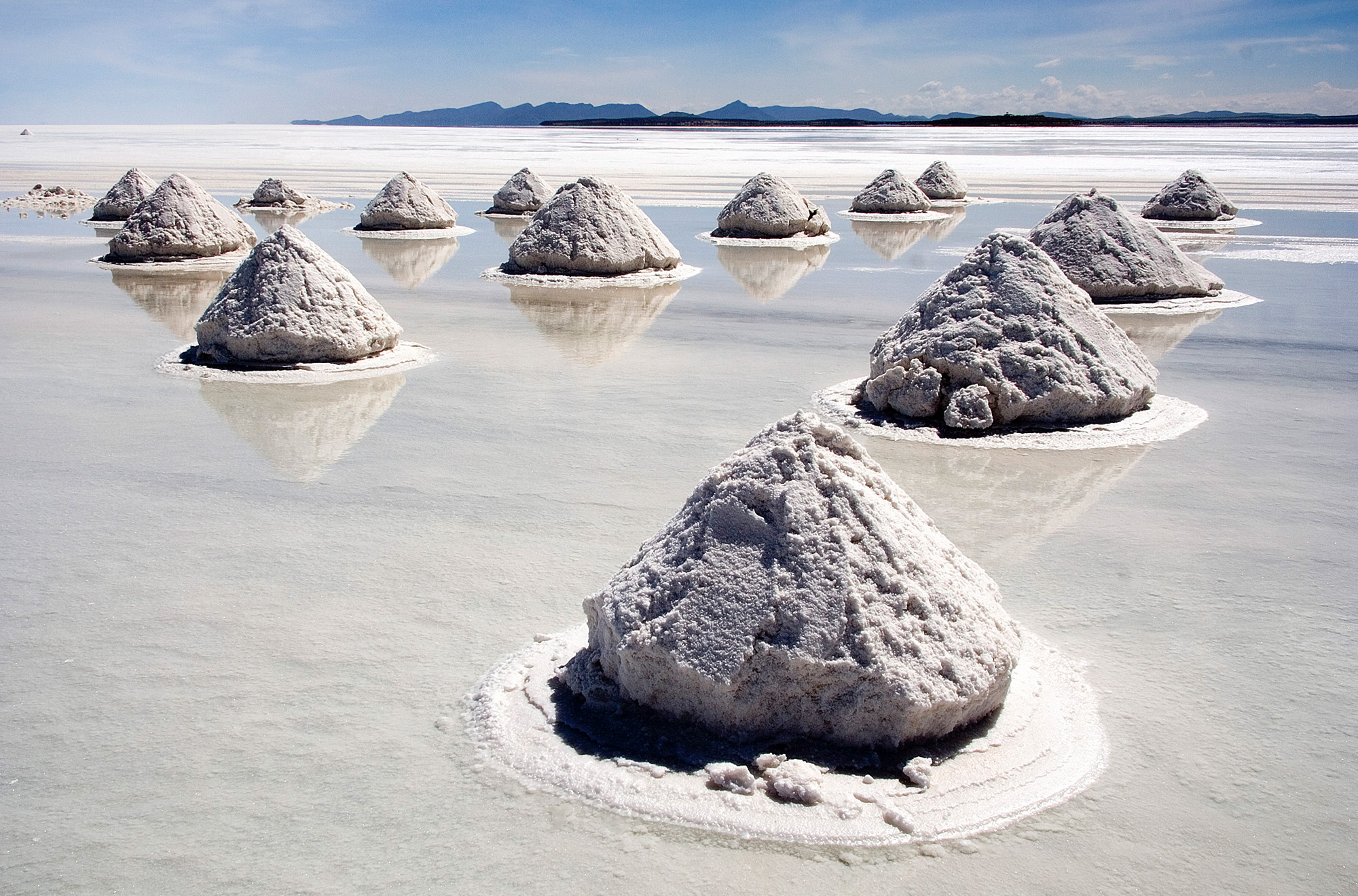
Récolte du sel dans le Salar de Uyuni, en Bolivie.
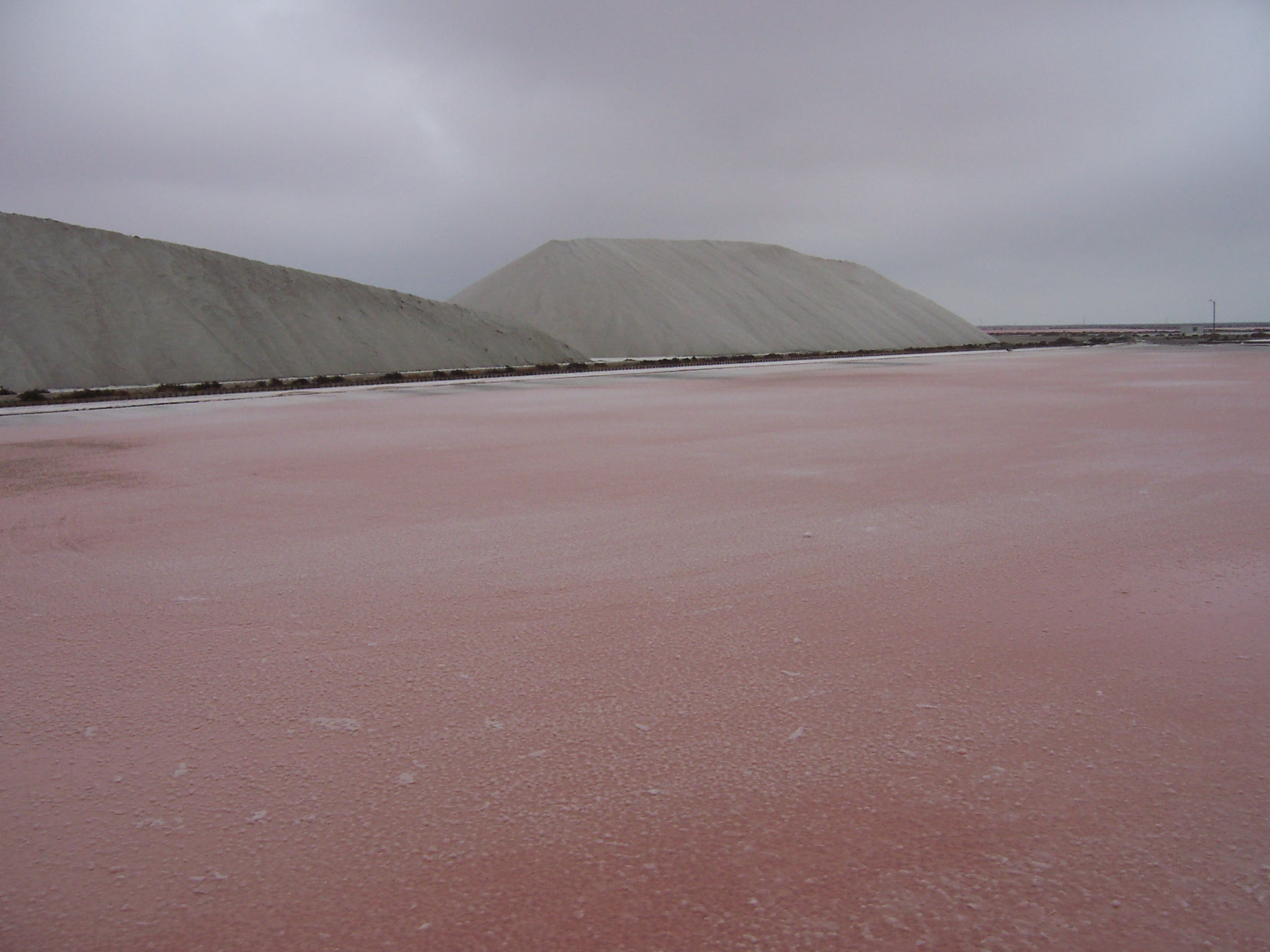
Les salins du midi - Camargue.
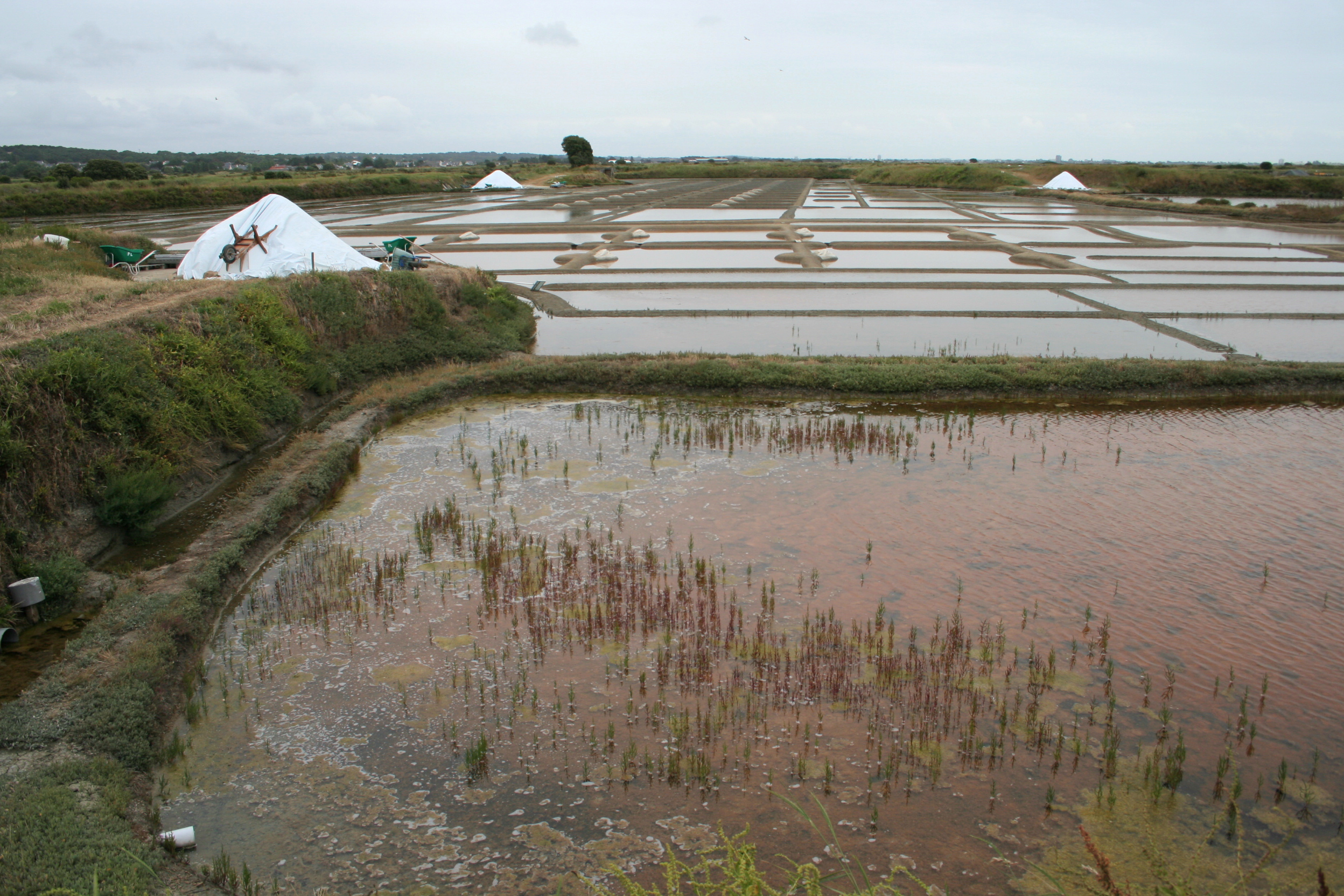
Marais salants de Guérande.
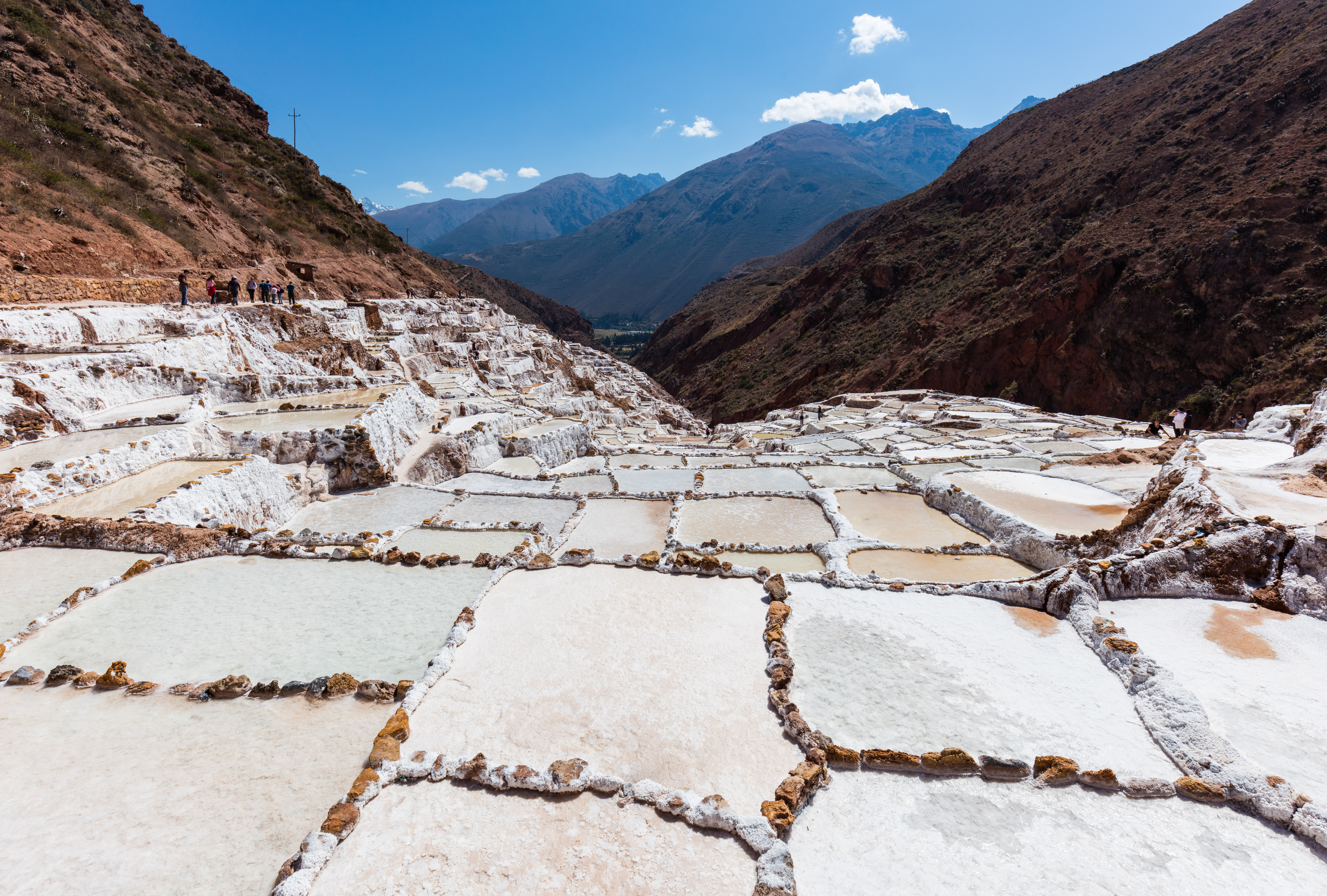
Salineras de Maras, Maras, Pérou.

## Couleur

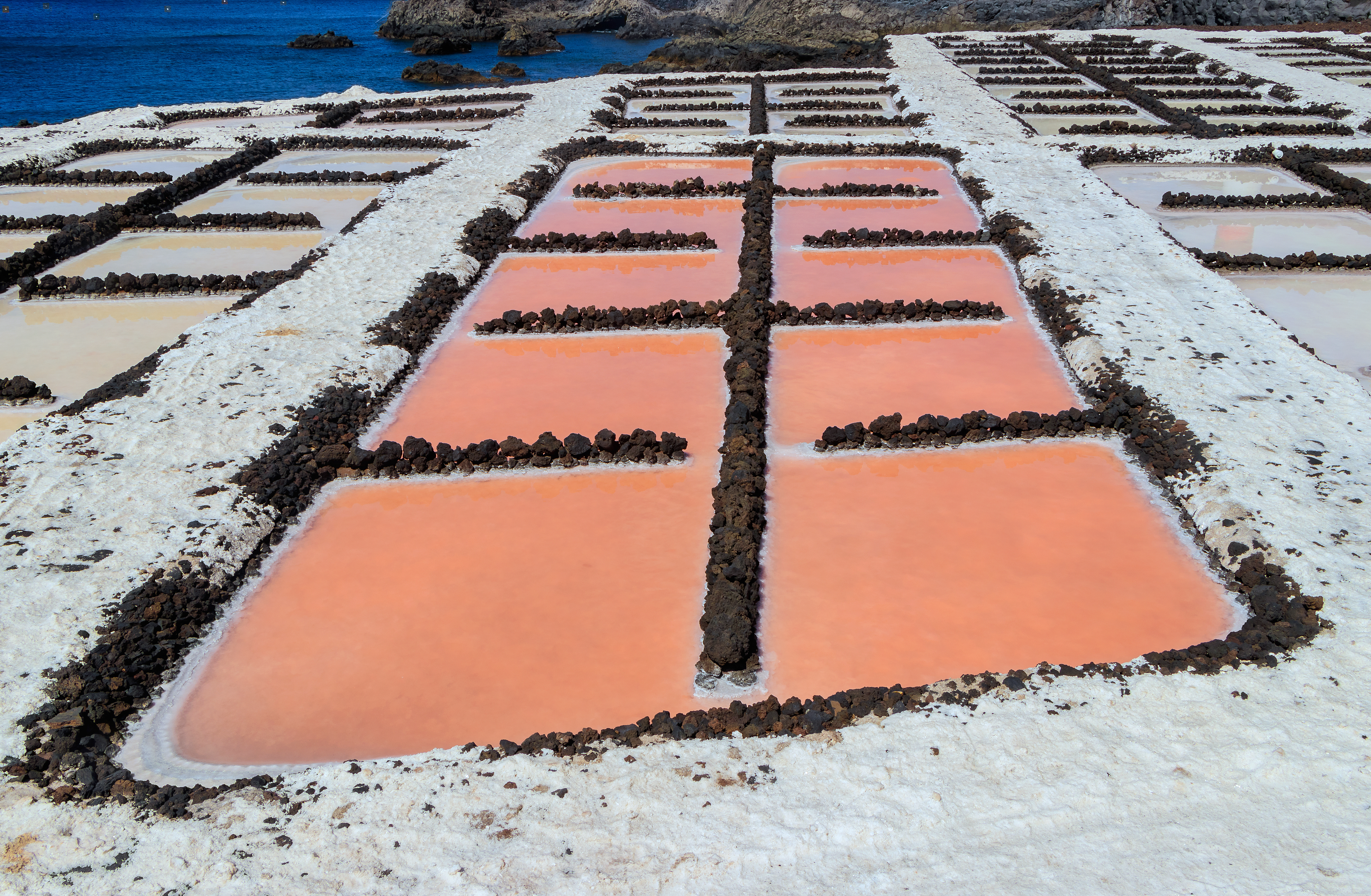
Marais salant à Fuencaliente de la Palma. Leur couleur est due à l'algue Dunaliella salina. Mars 2019.

La couleur des marais salants varie selon la salinité et dépend des micro-organismes présents dans l'eau. Elle peut aller du vert pâle au rouge intense.
Les marais dont la salinité est plutôt basse auront une couleur verte du fait de la prédominance d'algues de cette couleur. Quand la salinité augmente, l'algue Dunaliella salina produit une teinte s'étalant du rose au rouge. De petites crevettes, Artemia salina, évoluant dans des eaux de salinité moyenne donnent une teinte orangée aux marais. Des bactéries comme Stichococcus contribuent également aux teintes.

## Conditions de production

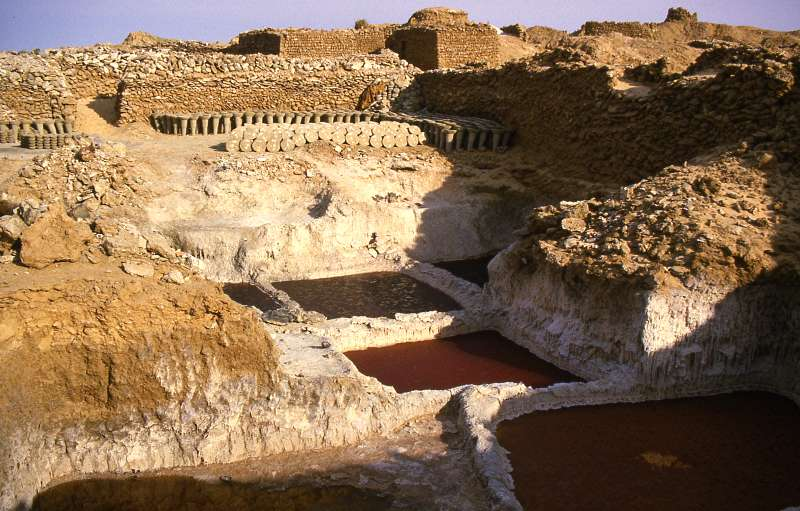
Toutes les salines ne sont pas littorales, telles les Salines de Bilma, au Niger, ici en décembre 1985.

Un cristallisoir mesure de 20 à 100 m2. La surface des cristallisoirs représente une faible fraction de la surface totale de la saline. De nombreux paramètres influent sur la production annuelle d'un œillet. Elle est de l'ordre d'une tonne de sel.
Le savoir-faire du saunier repose avant tout sur l'exploitation optimale des conditions naturelles, surtout météorologiques. L'évaporation est accélérée par les facteurs suivants (par ordre d'importance) : (1) le vent, (2) une épaisseur d’eau aussi faible que possible, (3) le soleil et (4) la mise en mouvement de l'eau. En dehors de la période de production, le saunier a également une importante responsabilité dans l'entretien individuel et collectif de la saline. Ces divers investissements justifient souvent la recherche d'une reconnaissance quelconque de la qualité spécifique du sel produit.

## Utilisation
Le sel marin peut être utilisé pour l'alimentation, l'agroalimentaire (agent conservateur), certains usages industriels ou de loisirs.
Il est aussi mais plus rarement et sous forme de déchets (sédiments de salines) utilisé comme agent fondant comme sel de déneigement et pour le déglaçage des routes (on lui préfère le sel de carrière moins coûteux).

## Exemple de marais salants dans le monde

### Caraïbes néerlandaises

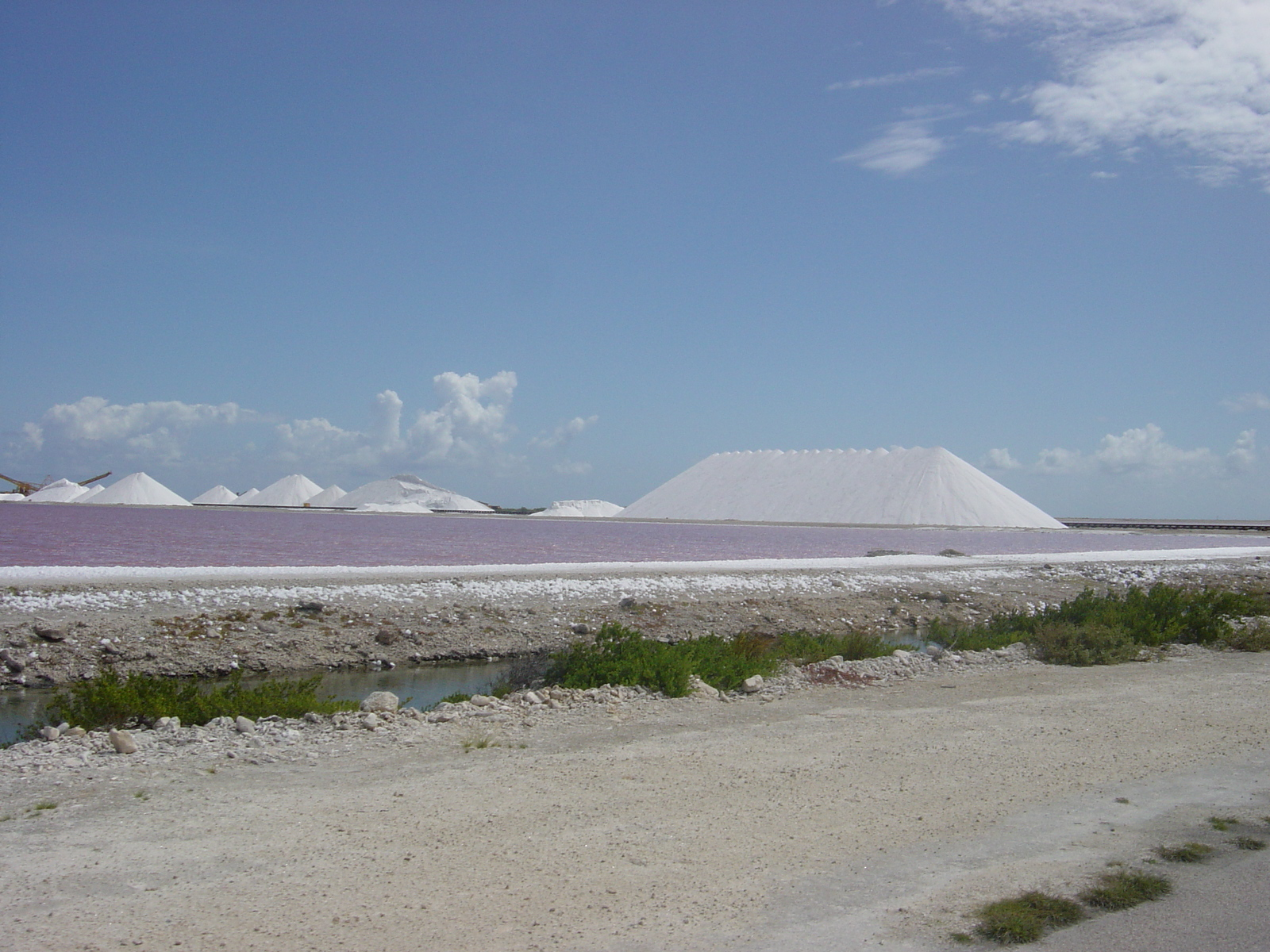
Exploitation industrielle de salines à Bonaire.

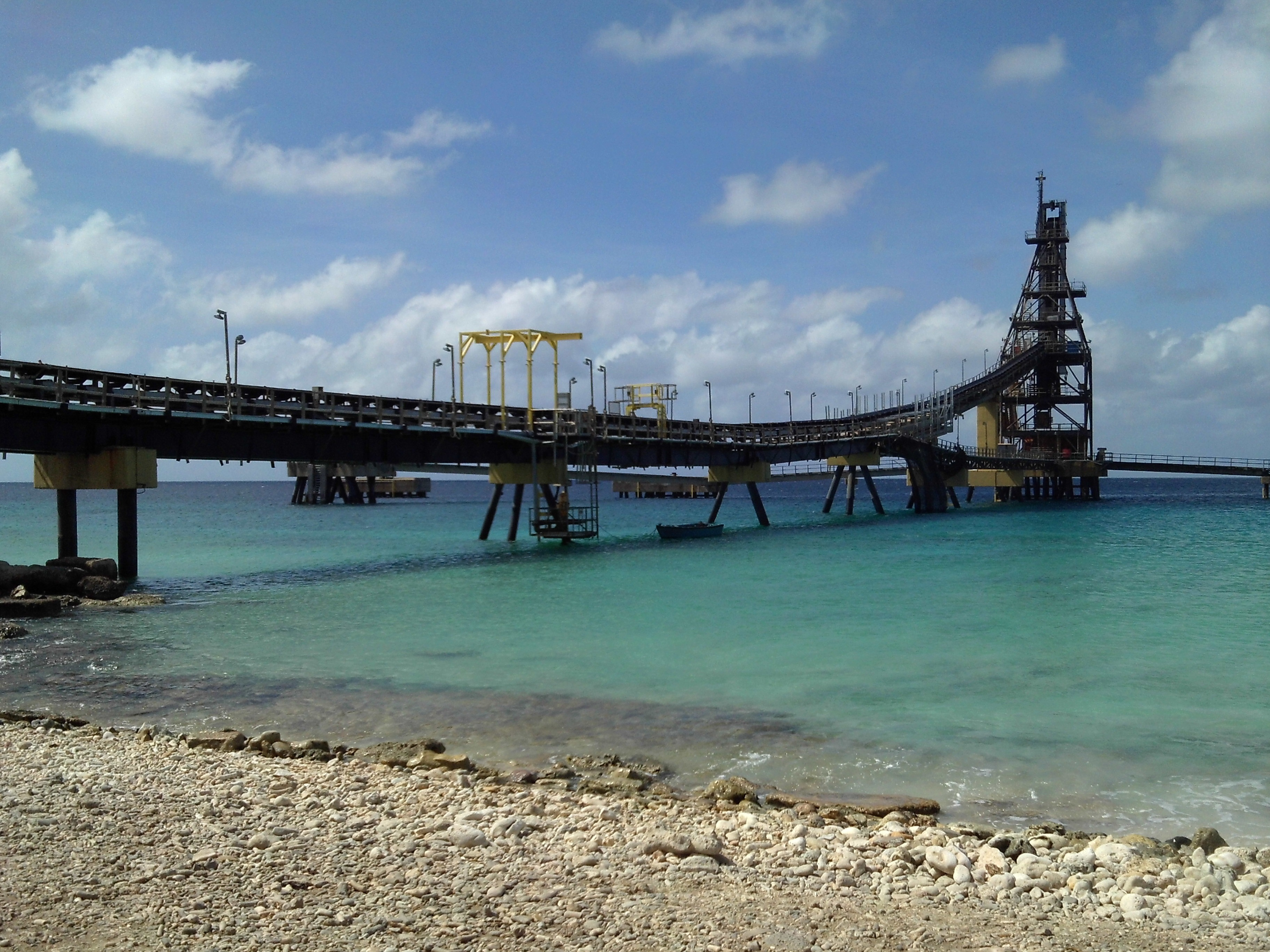
Exploitation industrielle de salines à Bonaire, terminal de chargement marin.

- Les Salines de Bonaire.

### Espagne
- Les Salines de la Trinidad (delta de l'Èbre).

### Italie
- Réserve naturelle des marais salants de Trapani et Paceco.
- Réserve naturelle des Salines de Margherita di Savoia
- Riserva naturale Salina di Cervia (it).

### États-Unis
- Les Salines de San Francisco[5].

### France

#### Côte atlantique
Ils se caractérisent par une exploitation artisanale non mécanisée avec de faibles volumes de production.
- Île de Ré[6] (400 ha).
- Marais salants de la presqu'île guérandaise, constitués de deux bassins salicoles :
  - ceux de Guérande comprenant les communes de Guérande, Batz-sur-Mer, Le Croisic, La Turballe (2 000 ha) ;
  - ceux du Mès englobant les communes de Mesquer, Saint-Molf et Assérac (140 ha).
- Marais breton (pays de Retz) englobant les communes de Les Moutiers-en-Retz, Bourgneuf-en-Retz, Bouin, Beauvoir-sur-Mer, Saint-Urbain et Saint-Gervais.
- Île de Noirmoutier.
- Marais d'Olonne[7] englobant les communes des Sables d'Olonne et de L'Île-d'Olonne.
- Île d'Oléron[8].
- Marais salants du Morbihan constitués de :
  - marais de Lasne Saint-Armel (Golfe du Morbihan) (10 ha) ;
  - marais de Truscat Sarzeau (Golfe du Morbihan) ;
  - marais de Kervilen La Trinité-sur-Mer ;
  - bassin salicole de Carnac.

À titre d'exemple, les marais salants de Guérande, en Loire-Atlantique, produisent en moyenne chaque année près de dix mille tonnes d'un sel naturellement riche en chlorure de magnésium et oligo-éléments. Les marais salants de Guérande sont exploités depuis l'antiquité pour la production de fleur de sel, de gros sel et de sel fin. La production de sel est réalisée dans des exploitations artisanales à taille humaine où les paludiers utilisent un savoir-faire ancestral et des outils comme la lousse ou le las pour récolter le sel à la main. Cette technique de récolte est réalisée sans l'utilisation de machines, ce qui permet de conserver l'authenticité et l'intégrité du sel naturel.

#### Côte méditerranéenne
Production souvent fortement mécanisée, avec des volumes très importants. La Compagnie des Salins du midi produit quatre millions de tonnes par an. Le groupe est également le seul producteur européen à mettre en œuvre les trois techniques de production (solaire, thermique et minière).
- Salin-de-Giraud (en bordure de la Camargue), production d'un million de tonnes de sel par an.
- Salins d'Aigues-Mortes : marques « La Baleine » et « Le Saunier de Camargue ».

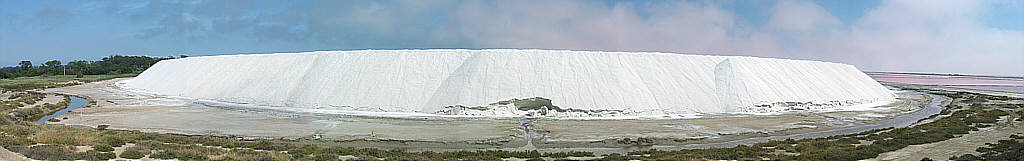
« Camelles » (colline) de sel aux Salins du Midi à Salin-de-Giraud (Arles).

D'autres salins historiques ne produisent plus qu'en quantité limitée.
- Les Salins-d'Hyères (Hyères) inutilisés depuis 1995.
- Les Salins de l'Île Saint Martin dans l'étang de Bages-Sigean.
- Marais salants de Porto-Vecchio.

### Maroc
- Marais salants d'Oualidia.

### Mexique
- Guerrero Negro, Basse-Californie du Sud.
- Zapotitlán Salinas, Puebla.

## Histoire
Les premiers marais salants semblent avoir été inventés par les Romains sur le pourtour de la Méditerranée ainsi qu'en Europe de l'Ouest, à cette époque dans le nord de la France et en Belgique, ou plus au sud en Vendée (Brétignolles-sur-Mer), en Loire-Atlantique (Piriac-sur-Mer) ou encore dans la zone de l'actuel marais poitevin, la production le sel était « ignigène », c'est-à-dire issue de l'évaporation de saumures dans des fours alimentés par du bois. Les saumures étant elles-mêmes issues de grandes quantités d'eau de mer. Elles étaient chauffées et cristallisées dans de fins creusets d'argile dont le gabarit a évolué dans le temps et d'une région à l'autre. Il faut attendre le Moyen Âge pour que l'Atlantique voit apparaître les premiers aménagements des marais salants en eaux et en bassins.
Mais bien plus tôt les Étrusques, les Phéniciens, les Grecs construisaient des marais salants. Les routes du sel sont évoquées dès l'Antiquité. Hérodote et Strabon, géographes, évoquent ce commerce du sel dans de nombreux textes. Le sel circulait non seulement dans le bassin méditerranéen, mais également dans le Moyen-Orient sur les routes qui joignent le golfe Persique à la Méditerranée orientale se croisant à Tadmor, l'antique Palmyre, dont les salines étaient considérables. On voit les rivages de la mer Noire devenir l'ouverture des chemins du sel à l'Europe orientale et ainsi fournir à Byzance une monnaie d'échange avec les Slaves.
Le sel transitait par Rome venant des salines d'Ostre par le sud, et il partait vers le nord par la « via salaria» (la route du sel) pour aller jusqu'aux confins septentrionaux de l'empire.
En Provence on a commencé à exploiter le sel durant l'Antiquité (à l'époque des Grecs), les Phocéens en faisaient le commerce. Puis à partir du VIe siècle, le Languedoc (marais de Peccais), la Provence et la Sardaigne deviennent des producteurs de sel. Des salins, développés dans ces régions à partir de cette époque, sont toujours en activité.
La gabelle était une taxe sur le sel en France au Moyen Âge et à l'époque moderne. Les contrebandiers s'opposant à cette taxe, dont l'un des plus connus est Louis Mandrin, étaient appelés des faux-sauniers, en oppositions aux sauniers producteurs de sel.

## Aspects sanitaires et environnementaux
La vie biologique de la saline est contrainte par la forte teneur en sel qui ne permet la vie que de certains microbes et de quelques crustacés (artemia). Cette vie microbienne, et l'effet du rayonnement UV solaire contribuent à assainir l'eau d'une grande partie de sa pollution organique (si les contaminants sont biodégradables).
Lors de l'évaporation de l'eau, certains polluants sont fortement concentrés dans le sédiment de la saline et peuvent être retrouvés dans le sel récolté à sa surface. Le plomb est l'un des contaminants les plus fréquents des salines, et problématique car source de saturnisme. Le sel marin ainsi récolté en contient toujours un peu, mais habituellement moins de 2 mg/kg (seuil à ne pas dépasser).
Des contaminations « externes » peuvent survenir à partir de l'eau introduite dans la saline et/ou de retombées à partir de l'environnement, et notamment par du plomb de chasse et/ou de ball-trap. Ainsi en 2018 à la suite d'analyses faites par la DGCCRF sur du sel de Guérande vendu par Lidl, le journal Sud Ouest relaye l'information qu'une partie du sel de Guérande mis sur le marché d'avril 2017 à janvier 2018 (sous forme de sachets, de bocaux de fleur de sel et de gros sel) contenait environ 11 mg de plomb par kg soit plus de cinq fois le seuil maximal (fixé à 2 mg/kg). Un seul bassin est touché par ce phénomène et la cause de la contamination est un apport de grenaille de plomb autrefois reçue d'un ball-trap proche, comme l’avait déjà fait constater par huissier l’ancien propriétaire du lieu (seize ans plus tôt, en 2002). Depuis, la société de chasse de La Turballe a éloigné son ball-trap annuel de trois cents mètres, mais la contamination persiste (et si le plomb est interdit depuis 2005 pour les tirs portés vers les zones humides, il reste autorisé et même parfois imposé pour le ball-trap).
Le sel est connu pour fortement augmenter la corrosion du plomb-métal (et de la plupart des métaux) et pour augmenter la lixiviation de ces métaux dans le sol ou le sédiment (plus encore si le milieu est acide).
On sait depuis plus d'un siècle que, comme l'eau acide, l'eau salée interagit avec certains composés du plomb en les solubilisant. Il a même été proposé dans le passé d'utiliser de l'eau salée pour décontaminer (en les lavant) des sols pollués par du plomb, dont des « buttes de tir » contaminées par le plomb de munitions. Le sel augmente la mobilité et la phytotoxicité du plomb et peut aggraver la pollution d'eaux de drainage issues d'un sol contenant du plomb. Dans les salines, le plomb peut contaminer le sel mais aussi les petits crustacés (type Artemia qui s'y développent).